# 江湖集
《江湖集》是收录南宋诗人诗歌的总集，南宋陈起编。
钱塘（今浙江杭州）人陈起在临安栅北大街睦亲坊开书肆，人稱“卖书陈秀才”，与刘克庄、叶绍翁、劉過﹑姜夔﹑戴復古﹑赵汝鐩、方岳、敖陶孙等交好甚密。陈起這些替落魄江湖的诗人出资刻集，刊有《江湖集》﹑《江湖前集》﹑《江湖后集》﹑《江湖续集》﹑《中兴江湖集》等。后称這些作家为“江湖詩派”。言官李知孝、梁成大等发现其中多有谤讪史弥远﹐因起大狱，陳起被黜流放，《江湖集》也被毀板，史稱江湖诗案。清代四库馆臣拾掇為《江湖小集》、《江湖后集》，其中可考詩人有赵耕夫、周弼、刘子澄、葛起文、张榘、姚宽、罗椅、林窻、戴植、林希逸、张炜、万俟绍之、诸泳、朱复之、李时可、盛烈、史卫卿等。